# Teoria del complotto del piano Kalergi

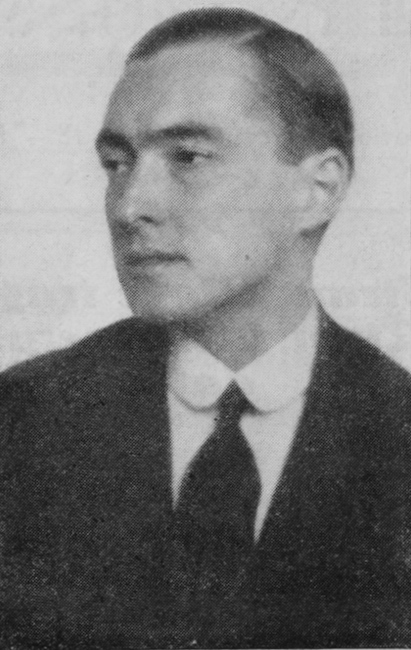
Il conte Kalergi

La teoria del complotto del piano Kalergi è la credenza circa l'esistenza di un progetto (cosiddetto piano Kalergi) d'incentivazione dell'immigrazione africana e asiatica verso l'Europa al fine di rimpiazzarne le popolazioni.
Prende il nome dal filosofo austriaco Richard Nikolaus di Coudenhove-Kalergi (1894-1972), paneuropeista storico, cui viene attribuita la paternità di tale piano.

## Storia
La teoria del complotto fu elaborata dal negazionista austriaco Gerd Honsik (condannato in due occasioni, nel 1992 e nel 2009, per avere pubblicamente negato la verità storica dell'Olocausto) nel suo libro Addio Europa, attraverso un'opera di selezione, rielaborazione e decontestualizzazione delle idee di Kalergi.
Questi, fondatore nel 1922 dell'Unione Paneuropea, aveva espresso fin dalla fine della prima guerra mondiale, a ferite del conflitto ancora aperte, e a seguire nella sua opera Pan-Europa. Un grande progetto per l'Europa unita, la necessità di un'integrazione continentale al fine di favorire la pacifica convivenza dei popoli.
In effetti, nel suo Praktischer Idealismus (1925), Kalergi distingueva tra «uomo rustico», figlio dell'endogamia, forte di volontà ma debole di spirito, e «uomo urbano», frutto della mescolanza razziale (Blutmischung), povero di carattere ma ricco di spirito, preferendo quest'ultimo in quanto più propenso al mantenimento della pace e, quindi, auspicandone una sua diffusione su scala mondiale e non strettamente europea.
Tali concetti furono alla base della reinterpretazione di Honsik, il quale li rilesse in chiave di annullamento delle identità nazionali e locali, d'imposizione del meticciato etnico e di «genocidio» dei popoli europei per sostituirli con quelli asiatico-africani al fine di ottenere un'etnia indistinta di docili consumatori piegati al mercato e al desiderio di dominio mondiale da parte di non meglio precisate élite economiche.
Nonostante nel citato Praktischer Idealismus Kalergi si limiti alla critica di tesi quali quelle della razza superiore della mistica nazionalista tedesca e del superuomo nietzschiano, Honsik suggerisce che ivi si possano leggere le linee del presunto piano da lui denunciato: in realtà, lungi dal teorizzare nel suo Pan-Europa un'egemonia elitaria, Kalergi ipotizza unicamente un'unione confederata di Stati tra le diverse potenze europee con la garanzia reciproca della sovranità individuale e il rispetto delle diverse culture europee, in controtendenza agli ideali imperialistici e totalitari dell'epoca.
Nel secondo decennio del XXI secolo alcuni fattori, tra i quali la perdita di posti di lavoro non qualificato e il calo della stabilità economica in Europa a seguito della recessione del 2007 — impattante in maniera più o meno pesante su tutte le economie continentali — nonché l'afflusso in Europa di centinaia di migliaia di rifugiati e di migranti africani e asiatici in fuga dalle guerre e dalle precarie condizioni economiche, hanno favorito la diffusione delle teorie di Honsik, soprattutto tra le persone più colpite dagli effetti della crisi economica.
Le teorie di Honsik sono servite anche come paravento ideologico per crimini motivati da supposte difese identitarie: quando nel 2019 un terrorista suprematista australiano organizzò una serie di attentati a Christchurch, in Nuova Zelanda, accompagnò tale gesto a una videotestimonianza in cui dichiarò di ispirarsi esplicitamente al concetto di sostituzione etnica propugnato dal negazionista austriaco.
In Italia il tema ha trovato sponda in una vasta galassia politica di destra, dapprima su siti web di autodefinita controinformazione, a seguire nell'editoria con un pamphlet del 2015 di Matteo Simonetti e poi, tramite la Lega Nord per voce del suo leader Matteo Salvini, attraverso gruppi populisti e commentatori di un certo rilievo mediatico come Claudio Messora (all'epoca responsabile della comunicazione del Movimento 5 Stelle al Senato e al Parlamento europeo), Diego Fusaro (saggista attestato su posizioni di critica della modernità e del capitalismo) o il giornalista e scrittore Magdi Allam (attestatosi, dopo la conversione al cristianesimo, su posizioni di denuncia di supposti cedimenti dell'occidente all'Islam).
Ad aprile 2023 Francesco Lollobrigida, ministro dell'agricoltura del governo Meloni e partner di Arianna Meloni, sorella della presidente del consiglio, ha espresso dichiarazioni tendenti a paventare una supposta «sostituzione etnica», anche se di fronte alle critiche ricevute al riguardo sia da avversari che da compagni politici è giunto da parte sua un tentativo di giustificare le proprie dichiarazioni in quanto riferite a eventuali misure da intraprendere per fare fronte alla denatalità in Italia.
La stessa Giorgia Meloni, in passato, aveva utilizzato tale espressione come argomento politico.
Anche in Austria la suggestione anti-Kalergi ha trovato terreno fertile negli ambienti di destra: uno degli esponenti più in vista del Partito della Libertà, Heinz-Christian Strache, all'epoca vicecancelliere (dimessosi nel maggio 2019 per un affare di corruzione) auspicava un programma di rilancio della natalità nel Paese ispirato ad analoghe politiche ungheresi di Viktor Orbán, definito come «il paladino dei popoli europei decisi a preservare in eterno le loro tradizioni e la loro civiltà e che non si arrendono alla prospettiva di essere rimpiazzati dagli africani e dai musulmani»; in Francia, altresì, l'argomento fu usato per conquistare lo spazio politico di estrema destra da parte dei candidati sfidanti di Emmanuel Macron in occasione delle elezioni presidenziali del 2022.
La teoria del complotto così elaborata sostiene che tale fenomeno migratorio fosse da lungo tempo programmato, voluto e incentivato da non meglio specificate élite al fine di giungere a un'unica razza meticcia euro-asiatico-africana, un «gregge multietnico senza qualità e senza coscienza» che sostituisca le popolazioni residenti nel continente e che sia più «facilmente manipolabile» dalle citate élite; secondo i sostenitori dell'esistenza di tale piano, camuffato sotto la promozione dell'integrazione europea, sarebbe quindi in corso un tentativo di «genocidio programmato» avente come scopo e conseguenza finale «l'annullamento dell'individuo».
Ai propugnatori di tale tesi si obietta in genere che l'esistenza di qualsivoglia etnia vittima del cosiddetto piano Kalergi risulta di difficile identificazione stante il melting pot genetico che oramai contraddistingue da secoli i popoli occidentali.
Per quello italiano, in particolare, la commistione è da sempre la più varia d'Europa.
Per quello francese, altresì, la natura consensuale (e non razziale) dell'appartenenza alla comunità nazionale è fatta risalire da Raphaël Glucksmann (figlio del filosofo André) al 1315.
È stato fatto inoltre presente che una qualsiasi cosiddetta "sostituzione etnica" (al netto di improprietà semantiche che utilizzano termini volti a designare tutt'altre fattispecie, come “genocidio” o “invasione”) richiederebbe nel caso italiano – persino considerando il combinato disposto del massimo flusso migratorio riscontrato durante la crisi europea dei rifugiati del 2015 e il calo demografico nel Paese – almeno tre secoli per compiersi.